# Sebastian Hardie
Sebastian Hardie é uma banda australiana de symphonic rock formada em 1967 na cidade de Sydney.

## Discografia
- 1975: Four Moments
- 1976: Windchase
- 1977: Symphinity
- 1980: Rock Legends
- 1990: Four Moments of the Windchase
- 1997: Sebastian Hardie — Live in L.A.